# Cichy (film)
Cichy (dewanagari: निशब्द, Nishabd) – indyjski dramat wyreżyserowany w 2007 przez Ram Gopal Varma, autora nagrodzonego w 1998 za film Satya i nominowanego do nagród Filmfare za Bhoot, Company i Sarkara. Akcja filmu rozgrywa się w Munnar w stanie Kerala w Indiach. Tematem filmu jest burząca harmonię rodziny kontrowersyjna relacja między starzejącym się mężczyzną (Amitabh Bachchan) i młodziutką przyjaciółką jego córki (Jiah Khan). Film pokazuje fascynację młodością wynikającą z lęku przed starzeniem się i śmiercią.

## Fabuła
Kerala. Posiadłość w górach wśród jezior i cieszący się jej pięknem starzejący się artysta fotografik Vijay (Amitabh Bachchan). Spokojny, opanowany, cichy ("nishabd"). Pewnego razu jego osiemnastoletnia córka Ritu przyjeżdża z college'u na lato przywożąc gościa. Jia (Jiah Khan) porywa pięknem, wzrusza niewinnością, ale i gorszy zepsuciem. Prowokująca, ciesząca się życiem. Z dramatem rozwodu rodziców w przeszłości. Zraniona. Ojciec przyjaciółki przykuwa jej uwagę, intryguje ją swoim spokojem. Jia szuka jego obecności, lubi go zaskakiwać swoimi uwagami. Vijay fotografuje ją z zachwytem. Gdy Ritu skręca sobie nogę, czując się odpowiedzialna za uatrakcyjnianie lata przyjaciółce namawia ojca, aby pokazał Jii swoją posiadłość. 60-letni zmęczony życiem mężczyzna rusza autem w całodzienną podróż z 18-letnią, żywą, głodną wrażeń dziewczyną. Jia podczas ich "sam na sam" jest zaczepna, uwodząca, łamiąca granice dozwolone dla relacji między nimi. Wkracza w życie Vijaya z bardzo osobistymi pytaniami na temat jego małżeństwa, przypiera go do muru uświadamiając mu jego samotność i dystans w związku z żoną. Wracają z tej podróży odmienieni, urzeczeni sobą.

## Obsada
- Amitabh Bachchan – Vijay
- Jiah Khan – Jia
- Revathi – Amrita
- Shraddha Arya – Ritu
- Aftab Shivdasani – Rishi
- Nassar – Shridhar